# 皇兴
皇兴（467年八月-471年八月）是北魏的君主献文帝拓跋弘的第二个年号，共计4年。

## 出生
- 皇興元年：魏孝文帝，拓跋弘長子，北魏第七位皇帝。

## 纪年
| 皇兴 | 元年  | 二年  | 三年  | 四年  | 五年  |
| ---- | ----- | ----- | ----- | ----- | ----- |
| 公元 | 467年 | 468年 | 469年 | 470年 | 471年 |
| 干支 | 丁未  | 戊申  | 己酉  | 庚戌  | 辛亥  |

## 參看
- 中国年号索引
- 同期存在的其他政权年号
  - 泰始（465年十二月—471年十二月）：南朝宋宋明帝刘彧的年号
  - 永康（464年-484年）：柔然政权受罗部真可汗予成年号
  - 聖君（471年）：北魏時期領導司馬小君年号